# Алешковский, Юз
Юз Алешко́вский (настоящее имя Ио́сиф Ефи́мович Алешко́вский; 21 сентября 1929[…], Красноярск, Сибирский край — 21 марта 2022, Тампа, Флорида) — русский прозаик, поэт и сценарист, автор-исполнитель песен. С 1979 года жил в США.
Лауреат Немецкой Пушкинской премии, присуждённой в 2001 году по совокупности — «за творчество, создаваемое писателем с 1950-х годов, сделавшее его одной из ведущих личностей русской литературы XX века».
В 2011 году «Маленький тюремный роман» Юза Алешковского занял первое место в номинации «крупная проза» «Русской премии» — главного международного литературного конкурса для русскоязычных писателей со всего мира.

## Биография
Родился 21 сентября 1929 года в Красноярске. Отец — интендант 3-го ранга (позже майор) Хаим Иосифович Алешковский (1899, Мозырь — 12.09.1953, Москва), участник Гражданской войны, Советско-финляндской войны, Великой Отечественной войны и последующей Советско-японской войны, помначальника подвижного танко-ремонтного завода, кавалер ордена Красной Звезды (1945). Мать — Вера Абрамовна Алешковская (1902—02.09.1966), бухгалтер. Юз(ик) — детское имя писателя.
Пошёл в школу в Москве, куда переехала его семья. Сменил несколько школ, в шестом классе был оставлен на второй год и в конце концов исключён из школы. В 1940 году вместе с воинской частью отца находился в Латвии, перед войной вернулся в Москву. Во время Великой Отечественной войны семья уехала в эвакуацию в Омск.
В 1947 году был призван на службу в военно-морской флот, служил на Дальнем Востоке, где за угон машины секретаря Приморского крайкома ВКП(б) в 1949 году был приговорён к четырём годам заключения.
Срок с 1950 по 1953 год отбывал в лагере. После освобождения работал на стройке, шофёром на целине и с 1955 года на «аварийке» в тресте «Мосводопровод». Э. Б. Тареева, которая проживала тогда с супругом в Зарядье, вспоминала: «Юз бывал у нас каждый вечер… Наша богемная компания, конечно, была пьющая, но приход Юза означал, что будет не просто выпивка, а фундаментальная пьянка».
С 1965 года стал зарабатывать себе на жизнь литературным трудом.
С 1959 года начал писать песни на свои стихи (по другим данным, сочинял песни уже в 1953 году). Алешковский официально считался автором детских книг и сценариев для кино и телевидения, а неофициально выступал как исполнитель собственных песен, из которых наибольшее распространение получила «Песня о Сталине», более известная как «Товарищ Сталин, вы большой учёный»:

Товарищ Сталин, вы большой учёный —

В языкознаньи знаете вы толк,

А я простой советский заключённый,

И мне товарищ — серый брянский волк.

После публикации текстов «лагерных» песен Алешковского в альманахе «Метрополь» (1978) писатель был вынужден эмигрировать — в 1979 году он вместе с женой и пасынком уехал через Австрию в США, где жил (Хаддам, Коннектикут).
В 1983—1995 годах был постоянным участником передач Радио «Свобода», принимая участие в таких программах как «Поверх барьеров», «У газетного киоска» и целом ряде других, читал свои рассказы и очерки. Его выступления пользовались популярностью в СССР и впоследствии — в России. В 1995 году в США записал с Андреем Макаревичем диск «Окурочек».
Скончался в возрасте 92 лет 21 марта 2022 года в Тампе (Флорида, США).

## Семья
- Брат — Марк Хаимович Алешковский, историк-медиевист и археолог.
  - Племянник — Пётр Маркович Алешковский, писатель[27][28].
- Первая жена — Ирина Дмитриевна Никифорова, филолог-африканист[29].
  - Сын — Алексей Иосифович Алешковский (род. 1967), телевизионный продюсер, корреспондент и режиссёр[30].
- Вторая жена (с 1976 года) — Ирина Феликсовна Алешковская (род. 1953), выпускница Вильнюсского университета[31], профессор отделения славистики Уэслианского университета[32][33][34][35].
  - Пасынок — Даниэль (род. 1972)[36][37][38][39].

## Творчество
«Свои романы Алешковский, мастер языка, пишет от лица рассказчиков, происходящих из низших социальных слоёв. При этом в сатирическом изображении советской действительности часто смешиваются фантастика и гротеск». (В. Казак)

### Проза
- Собрание сочинений в 3 томах. — М., ННН, 1996.
- «Два билета на электричку». — М., Детская литература, 1964.
- «Чёрно-бурая лиса». — М., Детская литература, 1967.
- «Николай Николаевич» (написана 1970, изд. 1980)[40] — благодаря приёму — повествованию от лица молодого вора, который после освобождения из лагеря работает в биологическом институте, — повесть раскрывает глупость лысенковской псевдонауки.
- «Кыш, Двапортфеля и целая неделя». — М., Детская литература, 1970.
- «Кенгуру» (1974—1975, изд. 1981) — своего рода плутовской роман, в котором старый вор рассказывает обо всём, что пережил во время одного процесса в поздние сталинские времена; в события романа втягивается и сам Сталин.
- «Кыш и я в Крыму». — М., Детская литература, 1975.
- «Маскировка» (1978, изд. 1980) — вся советская действительность представляется маскировкой[41].
- «Рука» (1977—1980, изд. 1980) — роман развивает тему коммунизма как «современного проявления абсолютного сатанизма»
- «Карусель» (1979) — показывает советского рабочего, который приходит к выводу, что при советском антисемитизме единственным выходом для евреев является эмиграция из СССР.
- «Синенький скромный платочек» (1982) — повесть написана в форме монолога в письмах от лица душевнобольного ветерана Великой Отечественной войны.
- «Смерть в Москве» (1985).
- «Блошиное танго» (1986).
- «Руру» (1989).
- «Перстень в футляре» (1992).
- «Предпоследняя жизнь. Записки везунчика» (2009).
- «Маленький тюремный роман» (2011) — «Русская премия» за 2011 год в номинации «Крупная проза».

### Песни
- «Антипартийный был я человек…» — Песня Молотова (Юз Алешковский, Г. Плисецкий)
- «Белого света не видел…» — Песня слепого
- «Вот приеду я на БАМ…» — Брезентовая палаточка
- «В такую погодку…» — За дождями дожди
- «Есть зоопарк чудесный…» — Медвежье танго
- «Из вида не теряя» — Никита
- «Из колымского белого ада…» — Окурочек
- «Лондон — милый городок…» — Песня о железном чекисте
- «Под сенью трепетной» — Осенний романс
- «Птицы не летали там, где мы шагали…» — Песня свободы
- «Пусть на вахте обыщут нас начисто…» — Советская лесбийская
- «Раз я в Питере с другом кирнул…» — Белые чайнички
- «Смотрю на небо просветлённым взором…» — Советская пасхальная
- «Товарищ Сталин, вы большой учёный…»
- «Эрнесто Че Гевара Гавану покидал…» — Кубинская разлука
- «Это было давно…» — Семеечка
- «Я отбывал в Сибири наказанье…» — Личное свидание

### Сценарии
- Чёрно-бурая лиса (телефильм, 1968)
- Вот моя деревня (1972)
- Аварийное положение (1973)
- Происшествие (1974)
- Кыш и Двапортфеля (1974)
- Что с тобой происходит? (1975)

## Общественная позиция
В 2001 году подписал письмо в защиту телеканала НТВ.